# Paweł Nestrypke
Paweł Nestrypke (ur. 30 stycznia 1882 w Kaliszu, zm. 29 marca 1950 w Katowicach) – polski inżynier elektryk, specjalista w zakresie tramwajów elektrycznych, dyrektor przedsiębiorstw tramwajowych w Poznaniu i na Śląsku, działacz związkowy, uczestnik konspiracji antyhitlerowskiej.

## Życiorys
Uczęszczał do szkoły realnej w rodzinnym Kaliszu, maturę zdał w lipcu 1900 i kilka miesięcy później podjął studia na renomowanej Politechnice Fridericiana w Karlsruhe. Dyplom inżyniera elektryka uzyskał 15 marca 1906. Przez kilka lat pracował w Szwajcarii, w firmie Brown-Boveri w Baden, jako "inżynier do obliczania maszyn elektrycznych". W 1910 przeniósł się do Białej Cerkwi na Ukrainie, gdzie pracował w firmie Władysław Mencel kolejno jako kierownik warsztatów (1910–1913) i dyrektor (1913–1920); zakładowa elektrownia, której budową kierował inżynier Nestrypke, od 1918 zapewniała energię niezbędną do oświetlenia miasta.
W latach 1920–1931 działał w Poznaniu, gdzie był członkiem zarządu i dyrektorem Poznańskiej Kolei Elektrycznej. Przyczynił się do usprawnienia poznańskiej komunikacji miejskiej, a czynił to nie tylko z wykorzystaniem tramwajów, gdyż uruchamiał linie autobusowe, a w 1930 wprowadził pierwszy w Polsce trolejbus (pojazdy częściowo wykonywały własne warsztaty poznańskiego przewoźnika). W tym samym roku Poznańska Kolej Elektryczna uzyskała Grand Prix na Międzynarodowej Wystawie Komunikacji i Turystyki w Poznaniu. Niezależnie od pracy w Kolei Elektrycznej Nestrypke kierował budową fabryki opon gumowych Stomil w Poznaniu i od 1928 pełnił funkcję jej pierwszego dyrektora. Po przeniesieniu się do Katowic (1931) objął stanowisko dyrektora Śląsko-Dąbrowskiego Kolejowego Towarzystwa Eksploatacyjnego, obejmującego Śląskie Kolejki (76 kilometrów toru tramwajów elektrycznych i 15 kilometrów tras autobusowych w Katowicach i obwodzie przemysłowym województwa śląskiego) i Tramwaje Zagłębia Dąbrowskiego (linie Szopienice-Sosnowiec-Będzin-Dąbrowa, Będzin-Czeladź, Sosnowiec-Milowice, o długości toru 25 kilometrów). 
W latach II wojny światowej był kierownikiem technicznym (potem zastępcą kierownika) pozostającego pod zarządem komisarycznym przedsiębiorstwa Tramwaje Elektryczne w Zagłębiu Dąbrowskim z siedzibą w Sosnowcu. Należał w tym czasie do Armii Krajowej: przewodniczył Komisji Rewizyjnej Sztabu Okręgu Śląskiego oraz udzielał swojego sosnowieckiego mieszkania na kwaterę komendanta sztabu podpułkownika Zygmunta Waltera-Jankego.
Po wojnie jego wieloletnie doświadczenie wykorzystano na stanowisku pełnomocnika rządu w przedsiębiorstwie Śląskie Kolejki i Tramwaje Elektryczne w Zagłębiu Dąbrowskim, dzięki czemu tramwaje ruszyły już 29 stycznia 1945, a na Śląsku 3 lutego tegoż roku. W kolejnych miesiącach Nestrypke uruchamiał tramwaje w Gliwicach i Bytomiu. W latach 1945–1948 był dyrektorem Oddziału Gliwice Kolei Elektrycznych, w 1949 pracował jako doradca techniczny w Śląskich Liniach Komunikacyjnych.
Prowadził działalność naukową i dydaktyczną. Wchodził w skład zarządu Związku Przedsiębiorstw Tramwajowych i Kolei Dojazdowych w Polsce (od 1927 pod nazwą Związek Przedsiębiorstw Komunikacyjnych w Polsce) i przez organizację tę był delegowany na zjazdy i kongresy o charakterze krajowym i międzynarodowym (Stuttgart 1922, Hamburg 1924, Barcelona i Madryt 1936, Berlin i Monachium 1934). Uczestniczył w pracach komisji zajmującej się przygotowaniem wzoru statystyki rocznej tramwajów oraz w pracach nad przygotowaniem przepisów dotyczących ruchu tramwajów w miastach. Na Międzynarodowym Kongresie Komunikacji w Warszawie w 1930 referował zagadnienie konkurencji środków komunikacyjnych. Problematyką tą zajmował się też na innych spotkaniach, przede wszystkim na zjazdach przedsiębiorstw komunikacyjnych w Polsce (1930, 1932, 1938), oraz w artykułach na łamach czasopism „Przegląd Elektrotechniczny” i „Autobus”.
W 1947 podjął wykłady w Katedrze Kolei Elektrycznych na Wydziale Elektrycznym Politechniki Śląskiej w Gliwicach. Uczył przedmiotu „Koleje elektryczne”. Swoje zajęcia uatrakcyjniał stroną praktyczną – studenci, pod opieką motorniczych, prowadzili tramwaje w czasie normalnego ruchu dziennego w miastach śląskich. Ze względu na pogarszający się stan zdrowia u schyłku życia egzaminował we własnym mieszkaniu, także nie wstając z łóżka; oburzony wprowadzeniem w roku akademickim 1948/1949 opłat za egzaminy, starał się poprawić atmosferę życzliwym przyjęciem egzaminowanego, z poczęstunkiem ciastem i herbatą włącznie.
Był wieloletnim, aktywnym członkiem Stowarzyszenia Elektryków Polskich. W lutym 1921, na inauguracyjnym posiedzeniu Koła Poznańskiego, powierzono mu obowiązki wiceprezesa; w 1924 został prezesem. W Katowicach kontynuował działalność w ramach Oddziału Zagłębia Węglowego, m.in. 14 grudnia 1932 głosił odczyt Porównanie techniczne i ekonomiczne publicznych środków komunikacyjnych: tramwajów, autobusów i kolei dojazdowych. Był delegatem na zjazdy Zarządu Głównego Stowarzyszenie Elektryków Polskich, a w 1939 uczestniczył w pracach przygotowawczych XI Walnego Zgromadzenia Stowarzyszenia w Katowicach i Cieszynie; przewodniczył grupie referatowej trakcyjnej (w Cieszynie), organizował również imprezy towarzyszące zgromadzenia jako przewodniczący Komisji Wycieczkowej. 21 stycznia 1946 uczestniczył w pierwszym zebraniu informacyjnym, na którym reaktywowano po wojnie Oddział Zagłębia Węglowego Stowarzyszenia Elektryków Polskich, rok później znalazł się w składzie Komisji Rewizyjnej (m.in. z inżynierem Mikołajem Winnickim).
Nestrypke był również prezesem Stowarzyszenia Techników w Poznaniu, członkiem Stowarzyszenia Inżynierów i Architektów w Poznaniu, członkiem Polskiego Stowarzyszenia Inżynierów i Techników Województwa Śląskiego (pełnił funkcję wiceprezesa zarządu, prezesował Kołu Katowickiemu, kierował sekcją opieki nad praktykantami). W czasie Powszechnej Wystawy Krajowej w Poznaniu w 1929 przewodniczył grupie przemysłu elektrotechnicznego, przygotowującej wystawę przedsiębiorstw i zakładów elektro- i radiotechnicznych. W 1930 na wspomnianej Międzynarodowej Wystawie Komunikacji i Turystyki w Poznaniu pełnił obowiązki sekretarza generalnego. W latach 1925–1929 był członkiem Polskiego Komitetu Elektrotechnicznego. 
W latach pracy w Poznaniu był kuratorem Towarzystwa Wzajemnej Pomocy Pracowników Tramwajowych. Przyczynił się wówczas do budowy osiedla mieszkaniowego (około 300 domków dwurodzinnych) dla pracowników przedsiębiorstwa tramwajowego i ich rodzin.
Zmarł po długiej chorobie 29 marca 1950 w Katowicach i tamże został pochowany, na cmentarzu przy ulicy Francuskiej.
Był żonaty z Zofią z Biesiadeckich. Miał dwóch synów: Jana (ur. 7 sierpnia 1917 w Białej Cerkwi) i Stanisława (ur. 18 lipca 1921 w Poznaniu). Byli żołnierzami Armii Krajowej, Jan „Borejsza” w batalionie „Chrobry I”, Stanisław „Bończa” w batalionie „Kiliński”. Walczyli w powstaniu warszawskim, Stanisław śmiertelnie ranny w kościele św. Krzyża zmarł 27 sierpnia 1944 r. Jan zmarł 29 stycznia 1977 r. w Katowicach.

## Ordery i odznaczenia
- Krzyż Oficerski Orderu Odrodzenia Polski (10 listopada 1928)[3]